# وزارة الصناعات الغذائية (الهند)

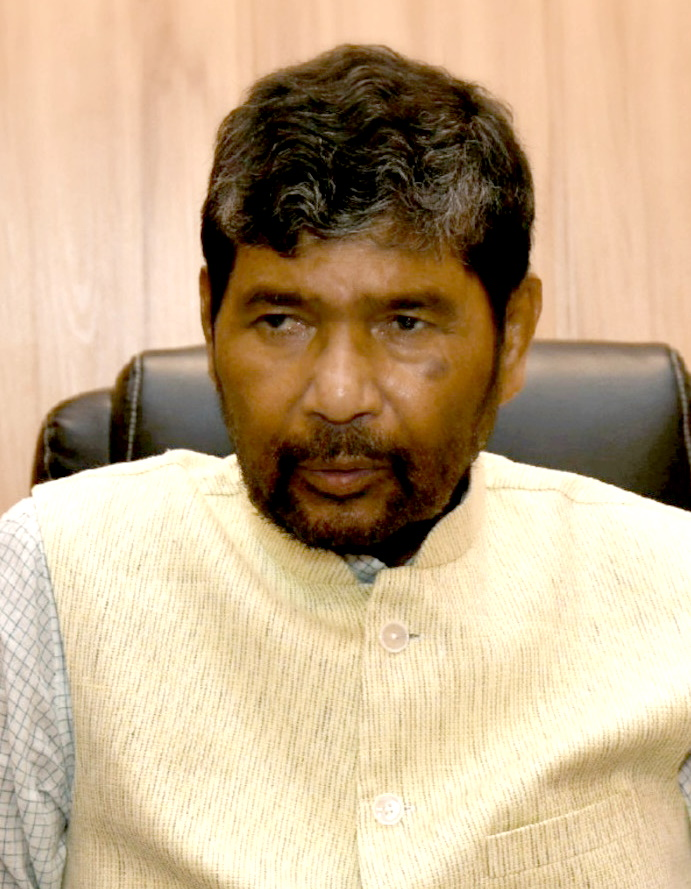
وزير الاتحاد لصناعات تجهيز الأغذية، السيد باشو باتي كومار باراس، يتحدث في مؤتمر صحفي حول إقرار مشروع قانون NIFTEM من قبل البرلمان، في نيودلهي في 26 يوليو 2021.

وزارة الصناعات الغذائية هي وزارة تابعة لحكومة الهند مسؤولة عن صياغة وإدارة القواعد واللوائح والقوانين المتعلقة بتجهيز الأغذية في الهند. تم إنشاء الوزارة في عام 1947م، بهدف تطوير صناعة معالجة غذائية قوية وحيوية، لخلق فرص عمل متزايدة في القطاع الريفي وتمكين المزارعين من جني فوائد التكنولوجيا الحديثة وخلق فائض للصادرات وتحفيز الطلب علي الأغذية المصنعة. يرأس الوزارة حاليًا باشوباتي كومار باراس، وزير في مجلس الوزراء.

## اختصاصات الوزارة
- دعم السياسات والتطوير
- ترويجية وفنية
- استشارية وتنظيمية

## أهداف وزارة التجارة والصناعة والزراعة
- الاستخدام الأفضل وإضافة القيمة للمنتجات الزراعية لتعزيز دخل المزارعين.
- تقليل الفاقد في جميع مراحل سلسلة تجهيز الأغذية من خلال تطوير البنية التحتية لتخزين ونقل ومعالجة المنتجات الغذائية الزراعية.
- إدخال التكنولوجيا الحديثة في صناعات تجهيز الأغذية من المصادر المحلية والخارجية.
- الاستفادة القصوى من المخلفات الزراعية والمنتجات الثانوية للمنتجات الزراعية الأولية وكذلك للصناعة المعالجة.
- تشجيع البحث والتطوير في معالجة الأغذية لتطوير المنتجات والعمليات وتحسين التعبئة والتغليف.
- لتوفير دعم السياسات والمبادرات الترويجية والمرافق المادية لتعزيز الصادرات ذات القيمة المضافة

## أدوار الوزارة
ينقسم الدور والمهام الاستراتيجية للوزارة إلى ثلاث فئات:
- دعم السياسات التنموية والترويجية
- تقنية واستشارية
- تنظيمية.

### دعم السياسة
- صياغة وتنفيذ السياسات الخاصة بصناعات تجهيز الأغذية ضمن الأولويات والأهداف الوطنية الشاملة.
- تسهيل خلق بيئة سياسية مواتية للنمو الصحي لقطاع تصنيع الأغذية.
- تشجيع ترشيد التعريفات والرسوم المتعلقة بقطاع التصنيع الغذائي.

### التنموية
- المساعدة في عمل الخطط المختلفة مثل مجمعات الطعام الضخمة .[7]
- توسيع قاعدة البحث والتطوير في معالجة الأغذية من خلال إشراك العديد من معاهد البحث والتطوير ودعم أنشطة البحث والتطوير المختلفة المتعلقة بتطوير المنتج والعملية والتغليف مع التركيز بشكل خاص على التقنيات التقليدية.
- تنمية الموارد البشرية لكل من رواد الأعمال والعاملين في صناعة تجهيز الأغذية من خلال رفع مستوى مهاراتهم.
- المساعدة في إنشاء المعامل التحليلية والاختبارية والمشاركة الفعالة في وضع المواصفات الغذائية ومواءمتها مع المعايير الدولية.

### الترويجية
- المساعدة في تنظيم ورش العمل والندوات والمعارض والمعارض وما إلى ذلك.
- المساعدة للدراسات / المسوحات وما إلى ذلك.
- المنشورات والأفلام.

### التنظيمية
من خلال سن قانون سلامة الأغذية والمعايير لعام 2006، تم نقل هذه المسؤوليات التنظيمية إلى هيئة سلامة الأغذية في الهند، نيودلهي التي تخضع لسيطرة الوزارة. الصحة ورعاية الأسرة.